# Блазень з лютнею
«Блазень з лютнею» — відома картина художника Франса Галса, що зберігається в Парижі.

## Юнак з лютнею в одязі блазня

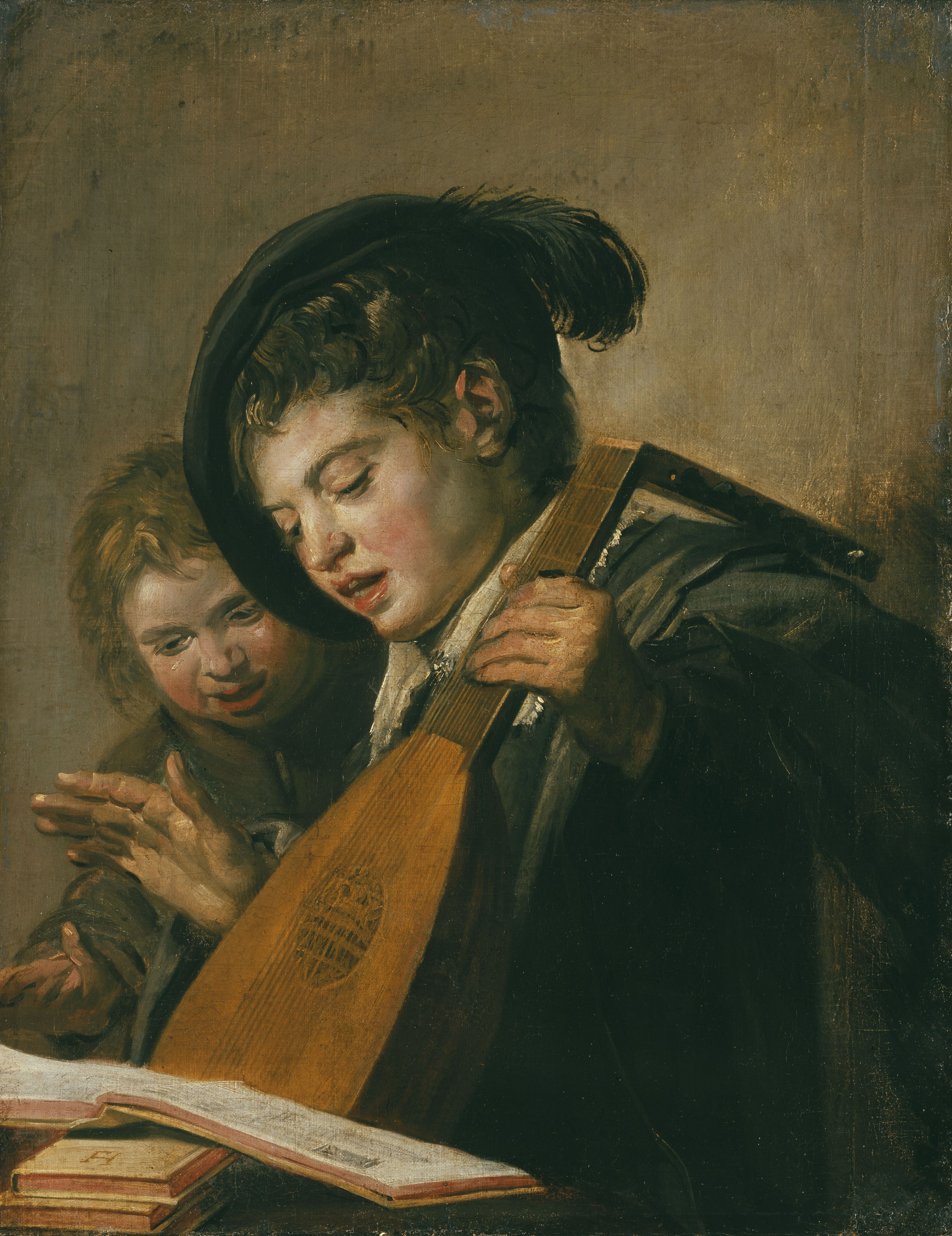
Хлопчики співаки

У молоді роки Франс Галс залюбки малював картини з молодиками і музичними інструментами. Тут і хлопці з сопілками, і лютнями, і зошитами нот. Найкращий серед них — блазень з лютнею. Він значно доросліший. Впадає у око його незвичний одяг і капелюх, які і зумовили назву «Блазень». Яскравий колорит картини наче обіцяє свято, зустріч з чимось цікавим і бадьорим. Блазень дивиться вбік і саме туди спрямовані хвацькі, а може і соромицькі куплети, далекі від шляхетної поведінки вихованих, стриманих аристократів. Від картини віє такою молодою силою, такою повнотою життя, що глядач пробачив би блазню й соромицьке, бо підпадає в полон його молодості і щирості.